# Zwischenfall am Ussuri

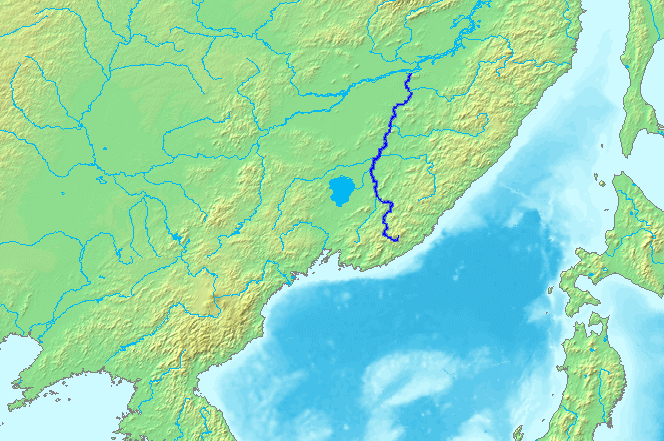
Fluss Ussuri

Der Zwischenfall am Ussuri war ein Grenzkonflikt zwischen der Volksrepublik China und der Sowjetunion, der im Jahre 1969 auf dem Höhepunkt des chinesisch-sowjetischen Zerwürfnisses in einer Serie von bewaffneten Zusammenstößen gipfelte. Grund für die Zusammenstöße war der unklare Status der Insel Zhenbao Dao im Grenzfluss Ussuri. Der Grenzkonflikt mündete beinahe in einen größeren Krieg zwischen den beiden Ländern.

## Politische Gründe für den Zwischenfall
Während der 1960er Jahre hatte sich das politische Klima zwischen Peking und Moskau zunehmend verschlechtert, und es kam entlang der 4.380 km langen chinesisch-sowjetischen Grenze zu Spannungen. Der Grund für die Spannungen war nicht der eigentliche Grenzkonflikt zwischen zwei Staaten, sondern ein Streit zwischen den beiden kommunistischen Parteien (KPdSU und KPCh) um die ideologische Vormachtstellung ihres Landes.

## Die militärischen Auseinandersetzungen
Am 2. März 1969 lieferten sich am Grenzfluss Ussuri Soldaten der sowjetischen Grenztruppen und Angehörige der chinesischen Volksbefreiungsarmee Gefechte, bei denen auf beiden Seiten mehrere Soldaten getötet wurden. Genaue Angaben über die Verluste sind nicht möglich, da beide Seiten behaupten, sie hätten höhere Verluste als die Gegenseite. Ebenso schoben die beiden Länder die Schuld für den Ausbruch der Gefechte dem jeweils anderen zu. Ausgelöst wurden die Gefechte, als eine sowjetische Militärpatrouille chinesische Soldaten antraf. Anschließend kam es zu ersten Kampfhandlungen. Am 15. März 1969 griff die sowjetische Luftwaffe chinesische Truppen an. Das sowjetische Militär beklagte sich darüber, dass das chinesische Militär Zivilisten als menschliche Schutzschilde benutze. Die Sowjetarmee eroberte schließlich die Flussinsel Zhenbao Dao (Russisch: Damanski) mit einer Fläche von 0,74 km². Zhenbao Dao war vom zaristischen Russland annektiert worden, was China aber nie anerkannt hatte. Verhandlungen über deren Status scheiterten bereits 1964.
Neben dem Konflikt um die Insel im Ussuri kam es entlang der Grenze noch zu weiteren kleineren Zwischenfällen.

## Drohende Eskalation und Entspannung
Während der Krise bereiteten sich beide Länder darauf vor, im Falle eines größeren Krieges auch mit Atomwaffen eingreifen zu können. China besaß seit 1964 auch Atombomben, deshalb bestand sieben Jahre nach der Kubakrise bereits wieder die Gefahr eines atomaren Krieges.
Schließlich gelang es den beiden Ländern, in Geheimverhandlungen einen Waffenstillstand zu vereinbaren. Auf dem Weg von Ho Chi Minhs Begräbnis in Hanoi nach Hause besuchte der sowjetische Ministerpräsident Alexei Kossygin Peking, und Verhandlungen zur Beilegung der Streitigkeiten begannen.
Der Grenzkonflikt konnte nicht endgültig gelöst werden. Die Situation entspannte sich zwar, beide Länder setzten den Bau von militärischen Verteidigungsanlagen entlang der Grenze jedoch fort.

## Beilegung der Grenzstreitigkeiten
Erst nach dem Ende der Sowjetunion 1991 wurden ernsthafte Bemühungen zur Lösung des ungeklärten Ussuri-Problems unternommen. 1995 erkannte Russland in einem Grenzvertrag Chinas Anspruch auf Zhenbao Dao und einige andere Inseln entlang des Grenzflusses an. Nach der Zustimmung der beiden Parlamente und der Ratifizierung der jeweiligen Außenminister trat der Vertrag am 2. Juni 2005 in Kraft.